# Henri Aldebert
Henri Eugène Aldebert (ur. 8 sierpnia 1880 w Paryżu, zm. 24 kwietnia 1961 tamże) – francuski bobsleista i curler, olimpijczyk.

## Występy na IO
| Rok  | Igrzyska Olimpijskie | Dyscyplina | Konkurencja      | Wyniki             |
| 1924 | Chamonix 1924        | bobsleje   | czwórki mężczyzn | 4. miejsce         |
| 1924 | Chamonix 1924        | curling    |                  | zawodnik rezerwowy |